# Lunatic Invasion
Lunatic Invasion war eine deutsche Death-Metal-Band aus Königs Wusterhausen, die im Jahr 1988 unter dem Namen Kindl-Front gegründet wurde und sich etwa 1995 auflöste.

## Geschichte
Die Band wurde im Jahr 1988 von dem Gitarristen Michael Wulfert und dem Schlagzeuger „Maja“ Majewski unter dem Namen Kindl-Front gegründet. Zusammen mit den Freunden Zitrone (E-Bass) und Tino (Gesang) spielten sie anfangs Coverversionen von Septic Death, Napalm Death und Death. Die Band benannte sich kurze Zeit später in Lunatic Invasion um und bestand nun neben Wulfert und Majewski aus dem Bassisten Denny Hellbach und dem Sänger Steffen Ramlow. Im Jahr 1989 folgten mit Inzest with the Schrankwand und Die elf Tode die ersten beiden Demos. Im Jahr 1991 schloss sie die EP Destined to Die und eine Split-Veröffentlichung zusammen mit Agathocles an. Im Jahr 1992 erschien dann das Debütalbum The Selected Ones, dem im Herbst 1995 das zweite Album Totentanz folgte. Danach löste sich die Band auf.

## Stil
Die Band spielte von 1989 bis 1991 klassischen Grindcore mit gutturalem, deutschem Gesang und extrem schnell gespielten Instrumenten. Auf der EP Destined to Die wandte sich die Gruppe dann dem Death Metal zu. Auf The Selected Ones war neben normalem Death Metal auch mit The Fall und Enslaved in Darkness zwei Gothic-Lieder zu hören. Ungewöhnlich für das Album war zudem der Einsatz eines Synthesizers und eines Keyboards. Auf dem zweiten Album Totentanz waren neben Gothic- auch Doom-Metal-Einflüsse zu hören. Die Texte hierauf war meist deutsch, wobei der Gesang grindcoreartig war. Majewski beschrieb die Musik des Albums folgendermaßen: „Unsere Musik ist eine Mischung aus Death Metal, aber viel abwechslungsreicher, Grind-Influences, Dark Metal, jedoch viel dunkler, satanischer als Black Metal, melodisch durch Heavy Metal-Einflüsse, mit einer enormen Prise von orchestralen und mittelalterlichen Zusätzen“. Als Hauptgrund für den Wechsel von Grindcore zu abwechslungsreichem Death Metal gab Majewski den Gitarristen Wulfert an, der sich für jegliche Musikrichtungen interessiere und zu dessen Einflüssen Bands wie Dead Can Dance und Laibach zählen würden.

## Diskografie
- 1989: Inzest with the Schrankwand (Demo, Eigenveröffentlichung)
- 1989: Die elf Tote (Demo, Eigenveröffentlichung)
- 1990: Hoffnungslöse Fälle (Demo, Eigenveröffentlichung)
- 1991: Destined to Die (EP, Invasion Records)
- 1991: Agathocles / Lunatic Invasion (Split mit Agathocles, Morbid Records)
- 1992: The Selected Ones (Album, Invasion Records)
- 1995: Totentanz (Album, Invasion Records)